# پیبسه

پیبسه شهری در شهرستان دولوگو در استان بازگا در بورکینافاسوی مرکزی است و جمعیت آن ۱۰۵۰ نفر است.